# Rafetus euphraticus
Rafetus euphraticus là một loài rùa trong họ Trionychidae. Loài này được Daudin mô tả khoa học đầu tiên năm 1802.

## Hình ảnh

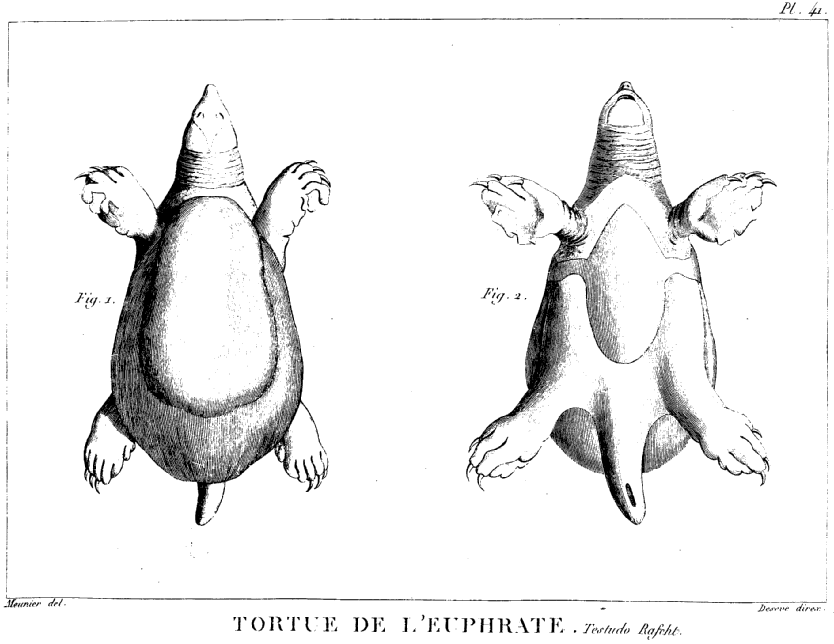
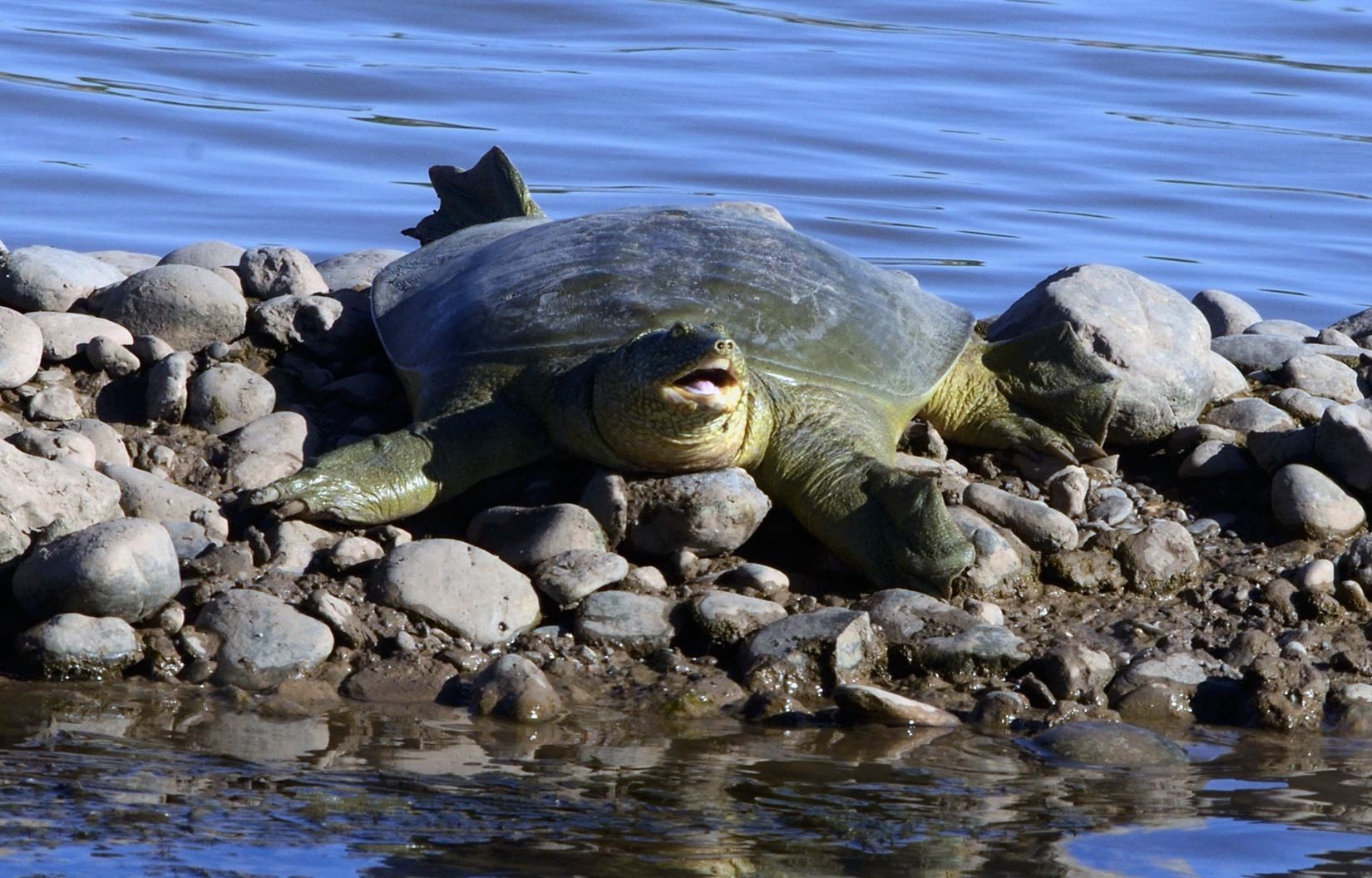